# Дискография Джорджа Харрисона
В статье представлена дискография Джорджа Харрисона, британского автора песен, певца и музыканта, наиболее известного по своему участию в 1960-е в рок-группе The Beatles. Дискография включает в себя 11 студийных альбомов, 2 концертных (англ. live) альбома, 4 альбома-сборника, 32 сингла, 1 альбом с саундтреком и два видеоальбома.

## Альбомы

### Студийные альбомы
| Electronic Sound                                              | - Лейбл: Zapple/EMI - Год: 1969 | —  | —  | —  | —  | —  | —  | —  | —  | —  | 191 |                                       |
| All Things Must Pass                                          | - Лейбл: Apple/EMI - Год: 1970  | 1  | 1  | —  | 10 | 4  | 1  | —  | —  | —  | 1   | - RIAA: 6× Platinum - CRIA: Gold      |
| Living in the Material World                                  | - Лейбл: Apple/EMI - Год: 1973  | 2  | 2  | —  | 20 | 9  | 4  | —  | —  | —  | 1   | - RIAA: Gold                          |
| Dark Horse                                                    | - Лейбл: Apple/EMI - Год: 1974  | —  | 47 | 10 | 45 | 18 | 7  | 29 | —  | —  | 4   | - BPI: Silver - RIAA: Gold            |
| Extra Texture (Read All About It)                             | - Лейбл: Apple/EMI - Год: 1975  | 16 | 36 | —  | —  | 9  | 8  | —  | —  | —  | 8   | - RIAA: Gold                          |
| Thirty Three & 1/3                                            | - Лейбл: Dark Horse - Год: 1976 | 35 | 27 | —  | —  | 23 | 17 | —  | —  | —  | 11  | - BPI: Silver - RIAA: Gold            |
| George Harrison                                               | - Лейбл: Dark Horse - Год: 1979 | 39 | 52 | —  | —  | 38 | 21 | —  | —  | —  | 14  | - RIAA: Gold                          |
| Somewhere in England                                          | - Лейбл: Dark Horse - Год: 1981 | 13 | 17 | 15 | 36 | 31 | 2  | 40 | 13 | —  | 11  |                                       |
| Gone Troppo                                                   | - Лейбл: Dark Horse - Год: 1982 | —  | —  | —  | —  | —  | 31 | —  | —  | —  | 108 |                                       |
| Cloud Nine                                                    | - Лейбл: Dark Horse - Год: 1987 | 10 | 10 | 26 | 15 | 28 | 8  | 27 | 5  | 23 | 8   | - BPI: Gold - RIAA: Platinum          |
| Brainwashed                                                   | - Лейбл: Dark Horse - Год: 2002 | 29 | —  | 62 | 17 | 21 | 9  | —  | 18 | 58 | 18  | - BPI: Gold - RIAA: Gold - CRIA: Gold |
| "—" указывает, что альбом не был в чартах или не был выпущен. |                                 |    |    |    |    |    |    |    |    |    |     |                                       |

### Концертные альбомы
| The Concert for Bangladesh                                    | - Лейбл: Apple/EMI(US) Epic/Sony (UK) - Год: 1971 | 1 | — | — | 29 | 2  | 1 | — | — | — | 2   | - RIAA: Gold |
| Live in Japan                                                 | - Лейбл: Dark Horse/Warner Bros - Год: 1992       | — | — | — | —  | 15 | — | — | — | — | 126 |              |
| "—" указывает, что альбом не был в чартах или не был выпущен. |                                                   |   |   |   |    |    |   |   |   |   |     |              |

### Альбомы-сборники
| The Best of George Harrison                                | - Лейбл: Parlophone, EMI - Год: 1976          | 100 | 59 | 25 | — | 51 | — | — | — | — | 31  | - RIAA: Gold |
| Best of Dark Horse 1976–1989                               | - Лейбл: Dark Horse, Warner Bros. - Год: 1989 | —   | —  | —  | — | 51 | — | — | — | — | 132 |              |
| Let It Roll: Songs by George Harrison                      | - Лейбл: Capitol, EMI - Год: 2009             | 4   | —  | —  | — | 40 | — | — | — | — | 24  |              |
| Early Takes: Volume 1                                      | - Лейбл: Hip-O Records - Год: 2012            | 66  | —  | —  | — | —  | — | — | — | — | 20  |              |
| "—" указывает, что альбом не был в чартах или не был издан |                                               |     |    |    |   |    |   |   |   |   |     |              |

### Саундтреки
| Wonderwall Music                                           | - Лейбл: Apple/EMI - Год: 1968 | — | — | — | 22 | — | — | — | — | — | 49 |  |
| "—" указывает, что альбом не был в чартах или не был издан |                                |   |   |   |    |   |   |   |   |   |    |  |

## Синглы
| Название                                                 | Год  | Высшие позиции в чартах | Высшие позиции в чартах | Высшие позиции в чартах | Высшие позиции в чартах | Высшие позиции в чартах | Высшие позиции в чартах | Высшие позиции в чартах | Высшие позиции в чартах | Высшие позиции в чартах | Высшие позиции в чартах | Альбом                             |
| Название                                                 | Год  | UK                      | AUT                     | GER                     | CAN                     | NOR                     | SWE                     | SWI                     | US                      | US AC                   | US Main                 | Альбом                             |
| -------------------------------------------------------- | ---- | ----------------------- | ----------------------- | ----------------------- | ----------------------- | ----------------------- | ----------------------- | ----------------------- | ----------------------- | ----------------------- | ----------------------- | ---------------------------------- |
| "My Sweet Lord"                                          | 1970 | 1                       | 1                       | 1                       | 1                       | 1                       | —                       | 1                       | 1                       | 10                      | —                       | All Things Must Pass               |
| / "Isn't It a Pity"                                      | 1970 | —                       | —                       | —                       | 1                       | —                       | —                       | —                       | 1                       | —                       | —                       | All Things Must Pass               |
| "What Is Life"                                           | 1971 | —                       | 5                       | 3                       | 5                       | 7                       | —                       | 1                       | 10                      | 31                      | —                       | All Things Must Pass               |
| "Bangla Desh"                                            | 1971 | 10                      | —                       | 23                      | 13                      | 3                       | —                       | 2                       | 23                      | —                       | —                       | не-альбомный сингл                 |
| / "Deep Blue"                                            | 1971 | —                       | —                       | —                       | —                       | —                       | —                       | 23                      | —                       | —                       | —                       | не-альбомный сингл                 |
| "Give Me Love (Give Me Peace on Earth)"                  | 1973 | 8                       | —                       | 28                      | 9                       | 7                       | —                       | —                       | 1                       | 4                       | —                       | Living in the Material World       |
| "Ding Dong, Ding Dong"                                   | 1974 | 38                      | —                       | 31                      | 63                      | —                       | —                       | —                       | 36                      | —                       | —                       | Dark Horse                         |
| "Dark Horse"                                             | 1975 | —                       | —                       | 46                      | 26                      | —                       | —                       | —                       | 15                      | —                       | —                       | Dark Horse                         |
| "You"                                                    | 1975 | 38                      | —                       | 43                      | 9                       | —                       | 19                      | —                       | 20                      | —                       | —                       | Extra Texture (Read All About It)  |
| "This Guitar (Can't Keep from Crying)"                   | 1975 | —                       | —                       | —                       | —                       | —                       | —                       | —                       | —                       | —                       | —                       | Extra Texture (Read All About It)  |
| "This Song"                                              | 1976 | —                       | —                       | —                       | 30                      | —                       | —                       | —                       | 25                      | —                       | —                       | Thirty Three & 1/3                 |
| "Crackerbox Palace"                                      | 1977 | —                       | —                       | —                       | 19                      | —                       | —                       | —                       | 19                      | 20                      | —                       | Thirty Three & 1/3                 |
| "True Love"                                              | 1977 | —                       | —                       | —                       | —                       | —                       | —                       | —                       | —                       | —                       | —                       | Thirty Three & 1/3                 |
| "It's What You Value"                                    | 1977 | —                       | —                       | —                       | —                       | —                       | —                       | —                       | —                       | —                       | —                       | Thirty Three & 1/3                 |
| "Blow Away"                                              | 1979 | 51                      | —                       | —                       | 7                       | —                       | —                       | —                       | 16                      | 2                       | —                       | George Harrison                    |
| "Love Comes to Everyone"                                 | 1979 | —                       | —                       | —                       | —                       | —                       | —                       | —                       | —                       | 38                      | —                       | George Harrison                    |
| "Faster"                                                 | 1979 | —                       | —                       | —                       | —                       | —                       | —                       | —                       | —                       | —                       | —                       | George Harrison                    |
| "All Those Years Ago"                                    | 1981 | 13                      | 14                      | 44                      | 3                       | 2                       | 11                      | 8                       | 2                       | 1                       | 6                       | Somewhere in England               |
| "Teardrops"                                              | 1981 | —                       | —                       | 102                     | —                       | —                       | —                       | —                       | —                       | —                       | 51                      | Somewhere in England               |
| "Wake Up My Love"                                        | 1982 | —                       | —                       | —                       | —                       | —                       | —                       | —                       | 53                      | —                       | —                       | Gone Troppo                        |
| "I Really Love You"                                      | 1982 | —                       | —                       | —                       | —                       | —                       | —                       | —                       | —                       | —                       | —                       | Gone Troppo                        |
| "Dream Away"                                             | 1982 | —                       | —                       | —                       | —                       | —                       | —                       | —                       | —                       | —                       | —                       | Gone Troppo                        |
| "I Don’t Want to Do It"                                  | 1985 | —                       | —                       | —                       | —                       | —                       | —                       | —                       | —                       | —                       | —                       | саундтрек для Porky's Revenge      |
| "Shanghai Surprise" † (with Vicki Brown)                 | 1986 | —                       | —                       | —                       | —                       | —                       | —                       | —                       | —                       | —                       | —                       | не-альбомный сингл                 |
| "Got My Mind Set on You"                                 | 1987 | 2                       | 8                       | 7                       | 1                       | 10                      | 10                      | 11                      | 1                       | 1                       | 4                       | Cloud Nine                         |
| "Devil's Radio" †                                        | 1987 | —                       | —                       | —                       | —                       | —                       | —                       | —                       | —                       | —                       | 4                       | Cloud Nine                         |
| "When We Was Fab"                                        | 1988 | 25                      | —                       | 40                      | 20                      | —                       | —                       | —                       | 23                      | 10                      | 2                       | Cloud Nine                         |
| "Cloud 9" †                                              | 1988 | —                       | —                       | —                       | —                       | —                       | —                       | —                       | —                       | —                       | 9                       | Cloud Nine                         |
| "This Is Love"                                           | 1988 | 55                      | —                       | —                       | —                       | —                       | —                       | —                       | —                       | 20                      | 17                      | Cloud Nine                         |
| "Cheer Down"                                             | 1989 | —                       | —                       | —                       | 53                      | —                       | —                       | —                       | —                       | —                       | 7                       | Best of Dark Horse 1976–1989       |
| "Poor Little Girl" †                                     | 1989 | —                       | —                       | —                       | —                       | —                       | —                       | —                       | —                       | —                       | 21                      | Best of Dark Horse 1976–1989       |
| "My Sweet Lord (2000)" ‡ (перезапись)                    | 2001 | —                       | —                       | 74                      | —                       | —                       | —                       | —                       | —                       | —                       | —                       | All Things Must Pass (переиздание) |
| "My Sweet Lord" (переиздание)                            | 2002 | 1                       | —                       | —                       | 1                       | —                       | 56                      | —                       | 94                      | —                       | —                       | All Things Must Pass (переиздание) |
| "Stuck Inside a Cloud" †                                 | 2002 | —                       | —                       | —                       | —                       | —                       | —                       | —                       | —                       | 27                      | —                       | Brainwashed                        |
| "Any Road"                                               | 2003 | 37                      | —                       | —                       | —                       | —                       | —                       | —                       | —                       | —                       | —                       | Brainwashed                        |
| "—" указывает, что сингл не был в чарте или не был издан |      |                         |                         |                         |                         |                         |                         |                         |                         |                         |                         |                                    |

† Указывает синглы, выпущенные только для рекламы (promotional-only).
‡ Указывает сингл, выпущенный только для использования в музыкальных автоматах (jukebox-only).

## Видео

### Видеоальбомы
| Название                                                    | Об альбоме                                                                               | Сертификаты        |
| ----------------------------------------------------------- | ---------------------------------------------------------------------------------------- | ------------------ |
| The Concert for Bangladesh (with George Harrison & Friends) | - Лейбл: Apple - Выпущен: 24 октября 2005 - Формат: DVD                                  | - US: 4× Platinum  |
| George Harrison: Living in the Material World               | - Лейбл: Lions Gate Home Entertainment - Выпущен: 10 октября 2011 - Формат: DVD, Blu-ray | - CAN: 2x Platinum |